# نوپسرها اینسیگنیس
نوپسرها اینسیگنیس یک گونه سوسک از خانوادهٔ سوسک‌های شاخک‌دراز است. پروفسور Olof Christopher Aurivillius در سال ۱۹۱۱ این گونه را توصیف و بررسی کرد.